# Las Puentes
Las Puentes är en ort i Mexiko.   Den ligger i kommunen Navolato och delstaten Sinaloa, i den västra delen av landet, 1 000 km nordväst om huvudstaden Mexico City. Las Puentes ligger 5 meter över havet och antalet invånare är 972.
Terrängen runt Las Puentes är mycket platt. Havet är nära Las Puentes åt sydväst. Runt Las Puentes är det ganska tätbefolkat, med 155 invånare per kvadratkilometer. Närmaste större samhälle är Licenciado Benito Juárez, 13,8 km norr om Las Puentes. Trakten runt Las Puentes består till största delen av jordbruksmark.